# محمد پنجم مراکش
محمد پنجم مراکش (عربی: محمد الخامس؛ ۱۰ اوت ۱۹۰۹ – ۲۶ فوریهٔ ۱۹۶۱)، نخستین پادشاه مراکش مستقل بود که از ۱۹۲۷–۵۳ به عنوان حاکم در تبعید و از ۱۹۵۳–۵۵ به عنوان سلطان به رسمیت شناخته شد و پس از بازگشت به حکومت و گرفتن استقلال مراکش تا زمان مرگش در ۲۶ فوریه ۱۹۶۱ میلادی سلطنت کرد. او با نام کامل سیدی محمد بن یوسف یا پسر (سلطان) یوسف مراکش یک عضو از خاندان علویان مراکش بود.

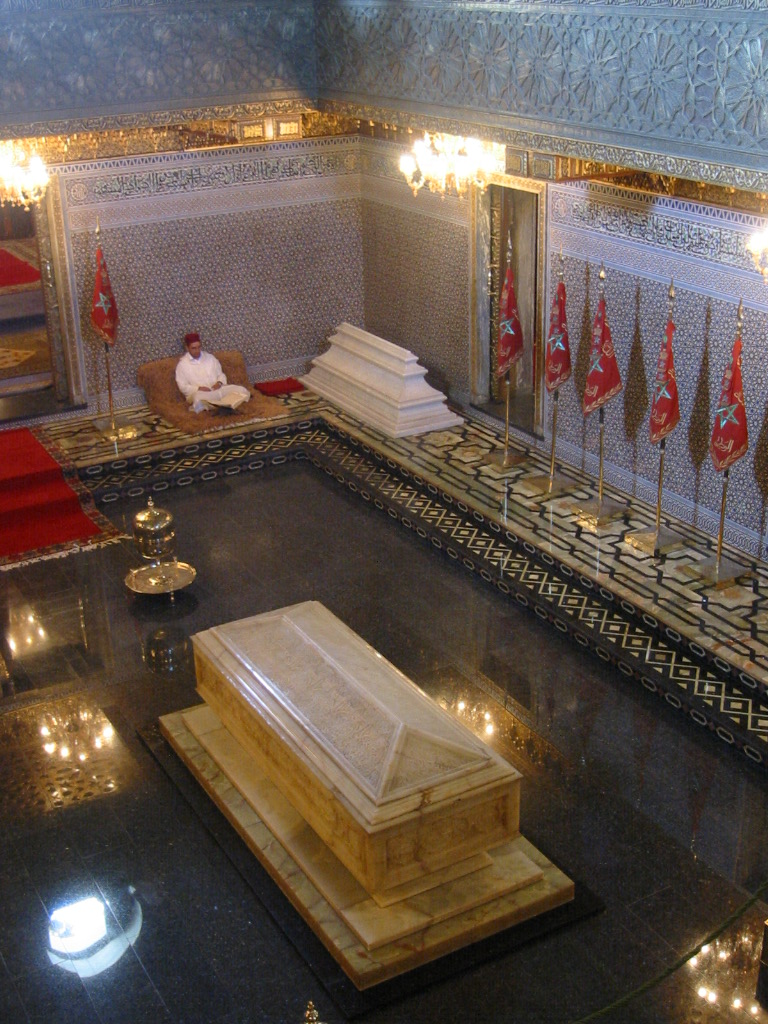
آرامگاه محمد پنجم در آرامگاه سلطنتی در رباط

وی همچنین برندهٔ جوایزی همچون لژیون دونور (صلیب بزرگ) شده بود.